# Madame Web
Madame Web (Cassandra Webb) es un personaje ficticio que aparece en los cómics estadounidenses publicados por Marvel Comics. El personaje apareció por primera vez en The Amazing Spider-Man #210, publicado en noviembre de 1980 y fue creado por el escritor Denny O'Neil y el artista John Romita, Jr. Generalmente aparece como un personaje secundario de Spider-Man, donde es representada como una anciana con miastenia grave, y por tanto está conectada a un sistema de soporte vital que parece una telaraña. Debido a su edad y condición médica, Cassandra nunca combate activamente a villanos.
Madame Web es una mutante precognitiva y clarividente quién apareció por primera vez para ayudar a Spider-Man a encontrar una víctima de secuestro. Madame Web era una de las mutantes que conservaron su poder en la historia de Decimation. En «Grim Hunt», ella es atacada por Ana Kravinoff y su madre Sasha, quienes la matan, pero antes de morir puede transmitir sus poderes de precognición y su ceguera a Julia Carpenter, quien así se convirtió en la próxima Madame Web. Posteriormente, Webb es resucitada por Ben Reilly antes de sucumbir al virus Carrion. Webb es la abuela de la cuarta Spider-Woman llamada Charlotte Witter.
Madame Web apareció o sirvió de inspiración a varios en varios medios relacionados a Spider-Man. Rachel Dratch da voz a C. Weber, un personaje basado libremente en Madame Web, en Spider-Man: Across the Spider-Verse (2023), mientras que Dakota Johnson interpreta una encarnación original llamada Cassie Webb en la película Madame Web (2024).

## Historial de publicaciones
Madame Web fue creada por el escritor Dennis O'Neil y el artista John Romita, Jr., y apareció por primera vez en The Amazing Spider-Man #210 (noviembre de 1980).

## Biografía ficticia
Cassandra Webb nació en Salem, Oregón. Era una mujer paralítica, ciega, telepática, clarividente, y mutante precognitiva,que originalmente fue afectada por miastenia gravis, una enfermedad que afecta a los músculos y al sistema inmunitario, por lo que fue conectada a un sistema de apoyo vital que la mantenía con vida, diseñado por su esposo Jonathan Webb, el cual incluía una serie de tubos con forma de telaraña.
Ella adivinó la identidad secreta de Spiderman, y cuando este se le acercó para ayudar a encontrar al editor secuestrado K.J Clayton (en realidad, un imitador) del diario Daily Globe, Madame Web utilizó sus poderes para ayudar a localizar y rescatar al verdadero Clayton y a su imitador, pero le revelaron que había adivinado su identidad secreta.
En el arco de la historia «¡Nada puede detener a Juggernaut!», ella se pone en contacto con Spider-Man por asistencia cuando Black Tom Cassidy despacha a Juggernaut para capturar a spiderman con el deseo de que sus poderes psíquicos les ayuden a derrotar a los X-Men, sólo para que Madame Web casi muriera después de Juggernaut la separara de su sistema de apoyo vital. Esto desencadenó una feroz lucha entre Spider-Man y Juggernaut, el que estuvo atrapado posteriormente en la fundación de cemento húmedo de una obra de construcción.
Sin embargo, al parecer, a raíz del choque de su sistema, Madame Web olvidó la identidad secreta de Spider-Man.
Web es la abuela de la cuarta Spider-Woman, Charlotte Witter. Web participó en un ritual arcano conocido como la «Reunión de los Cinco», ganando la inmortalidad, fue rejuvenecida hasta llegar a la juventud y se curó de su miastenia gravis. En un momento en el tiempo Webb sirvió como mentor para la tercera Spider-Woman, Mattie Franklin, aunque Franklin finalmente se retirara.
Madame Web ha resurgido y sus poderes psíquicos están intactos después de Decimation. Sin embargo, desde la House of M (en la que parecía joven) parece haber recuperado su aspecto envejecido, a pesar de que su enfermedad miastenia grave siga curada. Este hecho podría tomarse como un efecto de la masacre.
Madame Web vuelve nuevamente como personaje de respaldo en The Amazing Spider-Man # 600. Ella mira hacia el futuro, mostrando lo que aparentemente parece rápido en el futuro de Spider-Man, solo para ver a alguien «desentrañando la red del destino», y exclamando temerosamente «Están cazando arañas». Después de eso, es atacada por Ana Kravinoff y su madre, Sasha. La pareja la incapacita y luego dice «ahora tenemos nuestros ojos». Ella se ve todavía capturada por Ana y su madre, mientras inspeccionan su nueva cantera, Mattie Franklin. Mientras todavía está atada en una silla, se disculpa con una entonces inconsciente Mattie, quien luego es asesinada por Sasha Kravinoff.
Al concluir «Grim Hunt", Madame Web es degollada por Sasha Kravinoff en represalia, ya que Sasha creía que Madame Web la estaba engañando y sabía el resultado de los acontecimientos que ocurrieron. Antes de morir, revela que ya no está ciega y le pasa sus poderes psíquicos a Julia Carpenter.
Durante la historia de Dead No More: The Clone Conspiracy, Madame Web fue clonada por el Chacal. Le avisó a Prowler acerca de una visión de robo de un banco que tuvo y logró detener el robo del banco. Cuando Prowler va a obtener más información sobre el hacker de Madame Web, ella le dice que ve edificios llenos de agonía que no pueden escapar. Cuando los villanos de New U Technologies pierden el control, Chacal envía a Electro a buscar a Prowler para que vuelva a estar bajo control. Electro va a la habitación de Madame Web y tortura al telépata para que le dé la ubicación de su Prowler con la intención de matarlo. Julia Carpenter siente que Madame Web está viva por los comentarios telepáticos que resultan del ataque de Electro. Julia se infiltra en New U Technologies y aprovecha la oportunidad para investigar las instalaciones casi abandonadas. Durante este tiempo, Julia es conducida a Madame Web, que se niega a tomar su medicación para ayudarla a curarse del ataque de Electro. Madame Web ha visto el futuro y se niega a formar parte de él. Antes de morir por la degeneración de clones, Madame Web le dice a Julia que salve a Prowler.

## Características

### Poderes y Habilidades
Madame Web es una mutante que posee varias habilidades psíquicas. Ella puede usar la telepatía para leer la mente de los demás. Tiene la capacidad de ver el futuro. Madame Web puede proyectar una forma astral de sí misma lejos de su cuerpo físico.Ella puede realizar cirugía psíquica en las mentes de los demás. Es sensible a las energías psíquicas, lo que le permite sentir la presencia de poderes psiónicos en los demás, ver el área que la rodea y los eventos que tienen lugar lejos de ella. Además, Madame Web tiene un intelecto talentoso.

### Condición
Al morir, mostró la capacidad de transferir su mutación a otro individuo, como Julia Carpenter. Madame Web fue víctima de miastenia grave, un trastorno de la transmisión de la unión neuromuscular. Como resultado, quedó inválida, totalmente dependiente de soporte vital externo para sobrevivir. Este ya no es el caso porque se curó de la enfermedad hace algún tiempo. Ella también es ciega y depende de sus poderes para compensar. Madame Web está vinculada cibernéticamente a una silla de soporte vital similar a una telaraña que atiende todas sus necesidades corporales.
Tras la Reunión de los Cinco parece tener el don de la inmortalidad.

### Frases célebres
Madame Web aparece en la serie de televisión de Spiderman de 1994, y dice las citas que se describen a continuación:

Debes creer en mi [Madame Web] y debes tener la fe de una pequeña
Capítulo 3x02 - Pide un deseo, Amazing spiderman serie 1994, (primera aparición en la serie)

No es el cómo debes vencer a tus enemigos, sino el por qué
Capítulo 3x08 - El Asesino Total, Amazing spiderman serie 1994

El mal solo puede combatirse con el corazón humano
Capítulo 3x09 - Lapida, Amazing spiderman serie 1994

Debes tener a tus amigos cerca, y a tus enemigos aún más cerca
Capítulo 3x10 - El regreso de Venom (Venom Returns), Amazing spiderman serie 1994

## Otras versiones
- La primera aparición de un personaje llamado Madam Web fue en un anuncio de Hostess Twinkie protagonizado por Spider-Man en 1977. No existe ninguna conexión entre los dos personajes más que un nombre similar.
- Una versión de Madame Web hace una breve aparición en el heroico mundo de fantasía de Avataars: Covenant of the Shield como «La viuda de la web», una diosa araña que concede a Webswinger (el paralelo a Spider-Man) sus poderes.[24]
- Webb también apareció durante la historia de «House of M» como una terapeuta empleada por S.H.I.E.L.D.[25]
- Madame Web murió en el universo MC2, pero su reputación ha inspirado a todo un templo de acólitos proféticos.[26]
- Madame Web apareció en Ultimate Spider-Man. En el número 102, ella es parte del equipo de psicología que planea cambiar los recuerdos de Ultimate Spider-Woman. Ella aparece en una silla de ruedas (que implica parálisis) y ciega, similar a la versión clásica. Sin embargo, ella es más joven que esa versión del personaje.[27]

## En otros medios

### Televisión
- Madame Web apareció en la serie Spider-Man de 1994 con la voz de Joan Lee (la esposa de Stan Lee).[28] Aquí ella es reinventada como una aliada del Beyonder, con poderes similares sobre la realidad. Se le encomendó la tarea de probar a los Spider-Men de realidades alternativas para la tarea de evitar que Spider-Carnage destruya el multiverso. Con Spider-Man teniendo éxito en su misión, ella lo lleva a buscar a su esposa perdida, Mary Jane Watson, como recompensa.
- Madame Web aparecerá en la cuarta temporada de Ultimate Spider-Man vs. Los 6 Siniestros,[29] expresada por Cree Summer.[30] Esta versión del personaje es una joven pelirroja llamada Julia Carpenter, y no sufre de parálisis. Ella y el Doctor Strange trabajan juntos para llevar a Spider-Man y Chico Arácnido a los otros Spider-Verses para buscar las piezas del Sitio Peligroso.

### Cine
- Un personaje femenino basado libremente en Madame Web cuyo nombre es C. Weber aparece en Spider-Man: Across the Spider-Verse (2023), con la voz de Rachel Dratch.[31]Ella es consejera en la escuela de Miles Morales.
- Una joven Cassandra Web/Madame Web, rebautizada como Cassie Webb, aparece en una película homónima (2024) que forma parte del Universo Spider-Man de Sony,[32][33][34][35]interpretada por Dakota Johnson.[36]Esta versión es una paramédica asociada con Ben Parker, quien adquirió sus poderes después de que su madre Constance Webb fuera traicionada y asesinada por Ezekiel Sims y mordida por una rara araña peruana que buscaban poco antes de dar a luz a Cassie. Además, también aparece Julia Carpenter, rebautizada como Julia Cornwall, interpretada por Sydney Sweeney.[37]En el transcurso de la película, Cassie trabaja para proteger a Cornwall, Mattie Franklin y Anya Corazon de Sims. A pesar de quedar ciega y paralizada mientras lo derrotaba, Cassie se convierte en la mentora del trío.

### Videojuegos
- Madame Web aparece en el juego Questprobe de Spider-Man.
- En el videojuego Ultimate Spider-Man, la Antorcha Humana puede burlarse de Spider-Man durante las carreras del juego diciendo: «Madame Web es más rápida que tú, ¡y yo ni siquiera entiendo la referencia!», Una alusión al hecho de que Madame Web no existía en el universo de Ultimate en ese punto.
- Madame Web aparece en el videojuego Spider-Man: Shattered Dimensions, con la voz de Susanne Blakeslee. Ella le cuenta a Spider-Man acerca de la Tableta del Orden y el Caos, y le ordena a él y a otras tres contrapartes de la dimensión que recuperen cada una de sus piezas en sus respectivos universos y reparen el daño que ha hecho Mysterio.[38] Proporciona instrucciones a los Spider-Men sobre sus poderes, incluidos los nuevos dados por ella, como la actualización de sentido de araña de Amazing Spider-Man, que le permite ver a través de los objetos, el sentido arácnido de Spider-Man 2099, Spider-Man Noir balanceo de la web, y usa sus poderes telepáticos para mantener el simbionte de Ultimate Spider-Man de abrumarlo (aunque todavía tiene arrebatos de ira de vez en cuando). Cuando solo quedan unos pocos fragmentos de la tableta para ser recolectados, Mysterio descubre a Madame Web y la toma como rehén, quien amenaza su vida para hacer que Spider-Man recoja los fragmentos restantes de la tableta para él. Con la tableta montada nuevamente, Mysterio casi derriba la realidad, pero Madame Web puede usar el último de sus poderes para atraer a los cuatro Hombres Araña a la dimensión distorsionada que Mysterio ha creado, lo que les permite unirse y separarse de la Tableta. Después de que Mysterio es derrotado, Madame Web agradeció a los Spider-Men por salvar la Tableta de Orden y Caos. Durante los créditos, Madame Web recibe la visita de Spider-Ham quien le dice: «Entonces, qué extrañaré», ya que Madame Web está sorprendida por la llegada no anunciada de Spider-Ham.